# يان كارول
يان كارول (بالإنجليزية: Ian Carroll)‏ هو منتج تلفزيوني أسترالي، ولد في 17 نوفمبر 1946 في ملبورن في أستراليا، وتوفي في 19 أغسطس 2011 في Royal North Shore Hospital ‏ في أستراليا بسبب سرطان البنكرياس.